# Nat Bailey Stadium
Le Nat Bailey Stadium, de son nom complet le Scotiabank Field at Nat Bailey Stadium, est un stade de baseball de Vancouver, ville de la province canadienne de la Colombie-Britannique.
Il est le domicile des Canadiens de Vancouver, club professionnel de baseball évoluant en Northwest League, ainsi que de l'équipe universitaire des Thunderbirds de l'Université de la Colombie-Britannique. 

## Histoire
Le stade a été construit en 1951 et porte à l'origine le nom de Capilano Stadium. Il est alors le stade des Capilanos de Vancouver. Il devient le domicile des Mounties de Vancouver, évoluant en ligue de la côte du Pacifique, de 1956 à 1962, puis de 1965 à 1969.
Il est rebaptisé en 1978, du nom de Nat Bailey (en), restaurateur canadien qui a implanté le premier drive-in avec service au volant au Canada.

## Caractéristiques
Le stade a une capacité de 5 157 places.